# Bandit contre samouraï
Pour plus de détails, voir Fiche technique et Distribution.
Bandit contre samouraï (雲霧仁左衛門, Kumokiri Nizaemon) est un film japonais, sorti en 1978.
C'est l'adaptation du roman Kumokiri Nizaemon de Shōtarō Ikenami.

## Fiche technique
Sauf indication contraire, les informations mentionnées dans cette section peuvent être confirmées par la base de données cinématographiques IMDb,  présente dans la section « Liens externes ».
- Titre original : 雲霧仁左衛門 (Kumokiri Nizaemon?)
- Titre français : Bandit contre samouraï
- Réalisation : Hideo Gosha
- Scénario : Kaneo Ikegami d'après le roman de Shōtarō Ikenami
- Direction artistique : Yoshinobu Nishioka
- Décors : Keizô Fukui et Nobuaki Nishimura
- Photographie : Masao Kosugi et Tadashi Sakai
- Montage : Michio Suwa
- Musique : Mitsuaki Kanno
- Société de production : Shōchiku
- Pays d'origine : Japon
- Format : Couleurs - 2,35:1 - Mono
- Genre : action, aventure, drame
- Durée : 163 minutes
- Date de sortie :
  - Japon : 1er juillet 1978

## Distribution
- Tatsuya Nakadai : Kumokiri Nizaemon
- Shima Iwashita : Chiyo
- Kōshirō Matsumoto : Shikibu Abe
- Isao Natsuyagi : Kumagorô
- Hiroyuki Nagato : Kichigorô